# Think Tank (Blur)
Think Tank è il settimo album in studio del gruppo musicale britannico Blur, pubblicato il 5 maggio 2003 per l'etichetta Food Records.

## Descrizione
Con questo album i Blur continuano nel loro periodo di sperimentazione dopo aver segnato il distacco dal britpop dei primi dischi. Lo stile di questo album è anche abbastanza lontano dal rock lo-fi di Blur (1997) e in esso è infatti ampio l'uso di campionamenti, loop e effetti di musica elettronica. Ci sono inoltre accenni al trip hop, all'hip hop, alla dub e alla musica africana.
Il disco è stato registrato tra il novembre 2001 e il novembre 2002 per una parte in Marocco e per altre sessioni a Londra e nel Devon. La produzione è stata curata principalmente da Ben Hillier, a cui si sono affiancati Norman Cook (Fatboy Slim) e William Orbit.
All'inizio delle sessioni di registrazione di questo disco, il chitarrista del gruppo, Graham Coxon, ha avuto dei problemi di alcolismo e, dopo essersi ripreso, si sono manifestati dei dissidi tra lui e Damon Albarn. Coxon ha per questo motivo lasciato il gruppo, incidendo poco sul lato artistico di Think Tank.
Albarn ha definito Think Tank un concept album i cui temi maggiormente ricorrenti sono la pace, la contrarietà alla guerra in Iraq, l'amore e la politica.
Durante i concerti che hanno seguito la pubblicazione dell'album, Simon Tong ha sostituito Coxon come chitarrista.
L'album ha ricevuto la nomination ai BRIT Awards 2004 come miglior album britannico e ha vinto il Q Awards come album dell'anno.
La copertina è tratta da un'opera del writer inglese Banksy.

## Tracce
Testi di Damon Albarn, musiche di Albarn, Alex James e Dave Rowntree, eccetto dove indicato.
1. Ambulance – 5:09
2. Out of Time – 3:52
3. Crazy Beat – 3:15
4. Good Song – 3:09
5. On the Way to the Club (Albarn, James Dring, James, Rowntree) – 3:48
6. Brothers and Sisters – 3:47
7. Caravan – 4:36
8. We've Got a File on You – 1:03
9. Moroccan Peoples Revolutionary Bowls Club – 3:03
10. Sweet Song – 4:01
11. Jets (Albarn, James, Rowntree, Mike Smith) – 6:25
12. Gene by Gene – 3:49
13. Battery in Your Leg (Albarn, Graham Coxon, James, Rowntree) – 3:20

## Formazione
Gruppo
- Damon Albarn - voce, cori, chitarra, piano
- Alex James - basso, cori
- Dave Rowntree - batteria, cori, chitarra in On the Way to the Club
- Graham Coxon - chitarra in Battery in Your Leg

Collaboratori
- Bezzari Ahmed – rebab
- Moullaoud My Ali, Mohamed Azeddine, Kassimi Jamal Youssef – oud
- Phil Daniels – cori in Me, White Noise
- Ben Hillier – percussioni
- Gueddam Jamal – violoncello, violino
- Abdellah Kekhari, Hijaoui Rachid, M. Rabet Mohamid Rachid - violino
- Ait Ramdan El Mostafa – qanun
- Desyud Mustafa – arrangiamenti orchestrali
- El Farani Mustapha – tere
- Dalal Mohamed Najib – darabouka
- Mike Smith – sassofono

## Classifiche
| Classifica (2003) | Posizione massima |
| ----------------- | ----------------- |
| Australia         | 30                |
| Austria           | 19                |
| Belgio (Fiandre)  | 19                |
| Belgio (Vallonia) | 9                 |
| Danimarca         | 11                |
| Europa            | 3                 |
| Finlandia         | 15                |
| Francia           | 11                |
| Germania          | 8                 |
| Giappone          | 14                |
| Irlanda           | 3                 |
| Italia            | 4                 |
| Norvegia          | 18                |
| Nuova Zelanda     | 27                |
| Paesi Bassi       | 52                |
| Portogallo        | 28                |
| Regno Unito       | 1                 |
| Stati Uniti       | 56                |
| Svezia            | 44                |
| Svizzera          | 9                 |